# Vitis amurensis var. dissecta
Vitis amurensis var. dissecta — різновид амурського винограду (Vitis amurensis), з роду Виноград (Vitis). Ендемік для Китаю (провінції: Хебей, Хейлунцзян, Цзілінь, Ляонін). Зростає на висоті від 100 до 200 метрів над рівнем моря.
Листя 5-роздільне. Ягода від 0,8 до 1 см у діаметрі. Цвіте з травня по червень. Плодоносить з липня по вересень.